# Arboreto Mount Pisgah
El Arboreto Mount Pisgah (en inglés: Mount Pisgah Arboretum) es un arboreto y jardín botánico sin ánimo de lucro dentro del "Howard Buford Recreation Area", entre la "Coast Fork" del río Willamette y las laderas del Mount Pisgah  de 209 acres (85 hectáreas) en las cercanías de Eugene-Springfield, Oregón, Estados Unidos. La entrada es $3 por vehículo y se puede comprar como en una estación de autoservicio.

## Historia
La asociación « Friends of Mount Pisgah Arboretum » fue establecida en 1973 empezando a construir senderos, poner puentes, retirando especies invasoras de plantas y publicando cartas en los periódicos. 
Unas exhibiciones de flores silvestres y hongos fueron organizadas en 1981; la contratación de personal comenzó a principios de los años 80. Lla misión que se ha propuesto el arboreto es la de mantener las comunidades de las plantas del "noroeste del Pacífico", ofrecer programas educativos ambientales, y prever el disfrute público del lugar.

## Colecciones
El arboretum incluye 
- 7 millas (11 km) de senderos por las orillas del río con 23 puentes,
- Prados ripícolas,
- Bosques perennifolios,
- Una sección preservada de los raros roble de Garry, roble de sabana, abeto de Douglas y bosques del cedro incienso en las laderas,
- Jardín acuático,
- Prados de flores silvestres,
- Zona de pícnic con espesa arboleda, y lavabos.

El « White Oak Pavilion » (pabellón del roble blanco) tomó el lugar de unos barracones de abrigo recuperándolos del deterioro en 2005.  
Los hábitat del arboreto son el hogar natural de muchas especies de musgos, líquenes, helechos, arbustos, y flores silvestres. Con 67 familias, 231 géneros, y 339 especies de plantas que se han identificado en el sitio. 
La fauna incluye murciélagos, ciervos, coyotee, zorros, y otros pequeños mamíferos. Especies en peligro tal como Actinemys marmorata, la especie sensible rana de patas rojas, rana de árbol, serpiente de Gopher, serpiente de liga y lagartos. 
La observación de aves es una actividad popular en el arboreto, que es hogar de una gran variedad de pájaros migratorios y residentes, rapaces, y aves acuáticas. El arboreto publica una lista de comprobación de pájaros, así como una lista de comprobación de plantas, para ayudar a los visitantes en la identificación de las especies locales.